# Friedrich Wilhelm Schwabe
Friedrich Wilhelm Schwabe (* 20. Januar 1780 in Weimar; † 24. Januar 1842 ebenda) war Leibarzt der Weimarer Großherzogin Maria Pawlowna (1786–1859).

## Leben
Friedrich Wilhelm Schwabe war ein Sohn des damaligen Bürgermeisters und Stadtrichters und späteren geheimen Regierungsrats Traugott Lebrecht Schwabe (1737–1812) und seiner Frau Sophia Dorothea geb. Weber († September 1780). Nach dem frühen Tod der Mutter wuchs er zusammen mit seinem Bruder, dem späteren Bürgermeister Carl Lebrecht Schwabe (1778–1851), bei der Großmutter Weber auf.

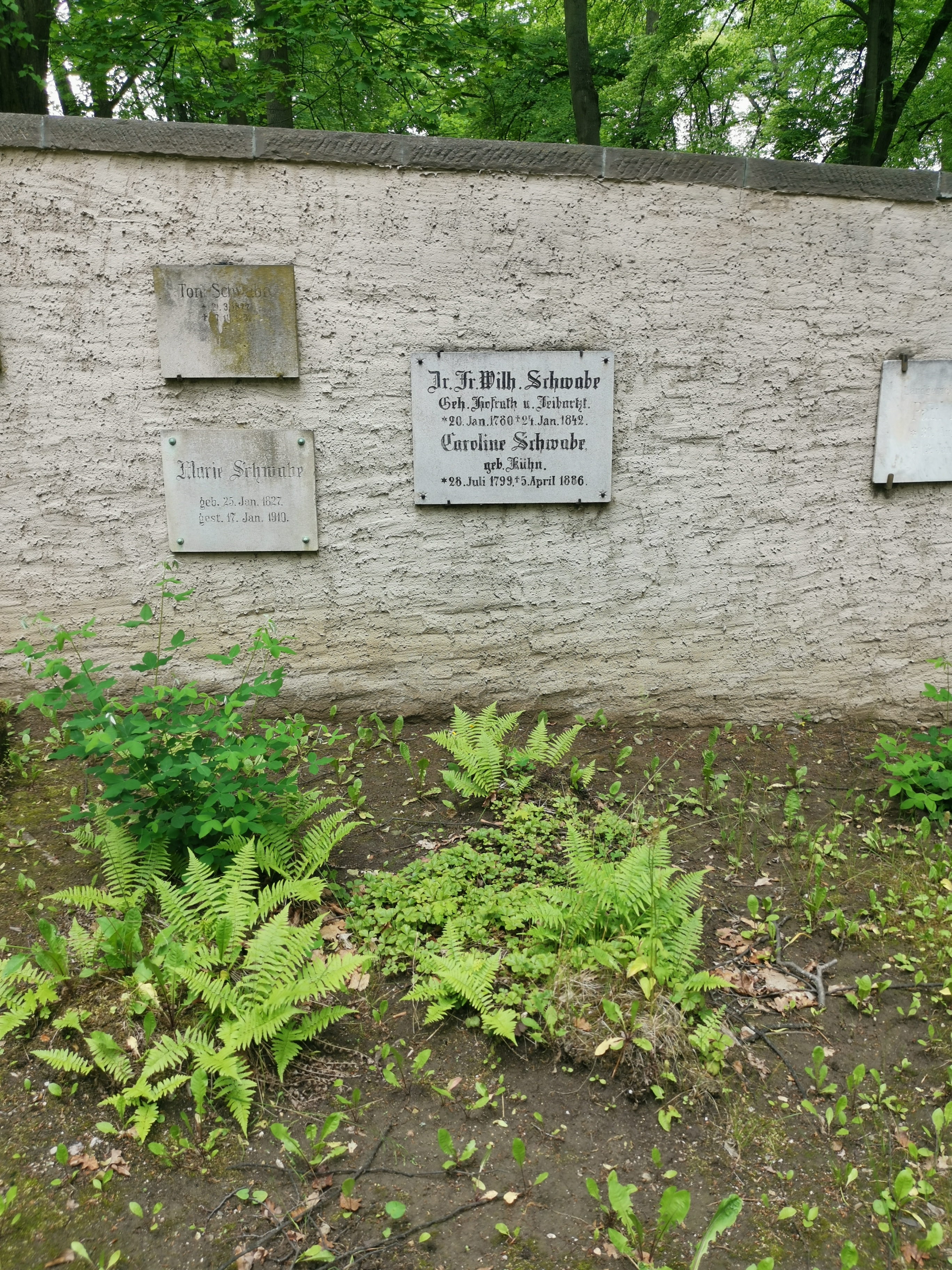
Grabstätte

Ab Frühjahr 1799 studierte Schwabe auf Anraten eines hochgeachteten Familienfreunds, des Arztes und Apothekers Bucholz, Medizin; er schloss das Studium 1802 mit einer medizinischen Promotion ab. Er ergänzte seine Ausbildung in Berlin bei Christoph Wilhelm Hufeland und absolvierte im Frühjahr 1804 das preußische Staatsexamen, mit dem er sich in Weimar niederlassen konnte. Im September 1806 wurde er zum Hofmedikus berufen und fungierte von da an als Leibarzt der jungen Großherzogin Maria Pawlowna, die er von 1806 bis 1836 auf zahlreichen, teilweise langwährenden Reisen (mehrfach nach St. Petersburg) zu begleiten hatte.
Schwabe wurde im Oktober 1816 Hofrat. Am 3. September 1825 wurde er zum Ritter des Großherzoglichen Hausordens erhoben. Im Juni 1831 wurde er Geheimer Hofrat. Er war Mitglied mehrerer gelehrter Gesellschaften (hat aber wenig literarisch hinterlassen), und er war Mitglied der Weimarer Freimaurerloge Anna Amalia zu den drei Rosen.
Am 3. Mai 1840 traf ihn ein Schlaganfall, in dessen Folge er fast zwei Jahre bis zu seinem Tod am 24. Januar 1842 zu leiden hatte. Er ist auf dem Historischen Friedhof Weimar bestattet. Neben der Gedenktafel für ihn und seine zweite Ehefrau Caroline geb. Kühn (1799–1886) befindet sich die für ihre Tochter Marie (1827–1910) sowie eine Gedenktafel für Toni Schwabe (1877–1951), eine Tochter seines Neffen Julius.
Friedrich Wilhem Schwabe gehörte zu den etwa 20 Männern, die 1805 den Sarg des Dichters Friedrich Schiller zur Beisetzung im Kassengewölbe auf dem Jacobsfriedhof tragen durften.

## Schriften
- De ambustionibus. Inauguraldissertation Jena 31. Juli 1802. Digitalisat.
- Mitteilung: Merkwürdiger Beitrag zu dem in Frankreich kürzlich beobachteten Falle, der Schwangerschaft eines vierzehnjährigen Knaben. In: Neues Journal der practischen Arzneykunde und der Wundarzneykunst 20. Band, 1804, 2. Stück, S. 165–170.
- Mitteilung: Gegohrne Stutenmilch von neuem als Heilmittel gegen Lungensucht empfohlen. In: Journal der practischen Heilkunde 45. Band, 1817, IV. Stück, S. 116–118.